# زوي بدوي
زوي بدوي (Zoë Badwi) من مواليد 3 مايو 1986.هي مغنية وكاتبة أغاني و ممثلة و عارضة أزياء أسترالية
```
.
```

## روابط خارجية
- زوي بدوي على موقع ميوزك برينز (الإنجليزية)
- زوي بدوي على موقع ديسكوغز (الإنجليزية)